# Istituto di lingue delle Orsoline Wenzao
L’Istituto di lingue delle Orsoline Wenzao（文藻外語大學, Pinyin:wén zăo wài yŭ dà xué, situato nel quartiere Sanmin nella città di Kaohsiung a Taiwan, è l'unica università di lingue a Taiwan.